# 에이미 세이메츠
에이미 사이메츠(Amy Seimetz, 영어 발음: /ˈsaɪmɛts/, 1987년 6월 2일 ~ )는 미국의 배우, 영화 각본가, 제작자, 감독, 편집자이다.

## 작품 목록

### 영화 출연
- 에이리언: 커버넌트 (2017)
- 린 온 피트 (2017) - 린 역
- 자비로운 날들 (2017, My Days of Mercy)
- 공포의 묘지 (2019)
- 더 시크릿 (2020) - 레이첼 역
- 노 서든 무브 (2021) - 메리 워츠 역

### 영화 연출
- 그녀는 내일 죽는다 (2020) - 각본, 제작 겸임

### 텔레비전 출연
- 킬링 (2013-14)
- 더 걸프렌드 익스피리언스 (2016-17)

### 텔레비전 연출
- 더 걸프렌드 익스피리언스 (2016-17) - 공동 기획, 제작, 각본 겸임